# Martín Ruipérez Sánchez
Martín Ruipérez Sánchez (Peñaranda de Bracamonte, 11 de abril de 1923-Madrid, 2 de julio de 2015) fue un filólogo clásico español. 

## Biografía
Nació en Peñaranda de Bracamonte (Salamanca) el 11 de abril de 1923, de una familia de maestros, libreros y editores. Su nombre era Martín Sánchez Ruipérez pero en 1962 quiso cambiar el orden de sus apellidos y pasó a ser Martín Ruipérez Sánchez, aunque de siempre firmó sus obras como Martín S. Ruipérez. 
En el comienzo de la Guerra Civil se encontraba en Jaén, separado de sus padres. Durante la contienda vivió varios meses en Jaén, más tarde en París, y buena parte en un centro de educación para refugiados en Bayona. Pasó entonces tres años en Francia. Regresó a España en el verano de 1939, reuniéndose de nuevo con su familia. 
La preparación adquirida en Francia en latín y francés le impulsó a estudiar Filosofía y Letras en 1942, y Filología Clásica en 1944, en la Universidad de Salamanca, aunque siempre sintió una fuerte inclinación hacia las matemáticas.
Fue alumno de Antonio Tovar, con quien publicó una Historia de Grecia.
Fue primero profesor adjunto de la Universidad de Madrid desde 1947 hasta 1949, fecha en la que ganó la Cátedra de Filología Griega de la Universidad de Salamanca, con apenas veintiséis años. En ella desempeñó la cátedra durante veinte años, fue director del Secretariado de Publicaciones y decano de la Facultad de Filosofía y Letras en dos etapas, de 1956 a 1962 y de 1968 a 1969, cuando aquella facultad contaba con varios profesores de prestigio. En 1969 se trasladó a la Universidad Complutense de Madrid donde permaneció hasta su jubilación, siendo además profesor emérito de la misma. 
Colaboró habitualmente con el CSIC. Durante más de veinte años fue director de la revista Minos. Revista Internacional de Filología Egea, a la que, con una nutrida participación de autores extranjeros, llevó a ser una de las más reconocidas internacionalmente en el campo de los estudios cretomicénicos.
Entre 1962 y 1964 fue presidente de la Sociedad Española de Estudios Clásicos (SEEC), así como presidente por elección de la Junta de Patronos de la Fundación Pastor desde 1989 hasta 2004. Fue nombrado Doctor honoris causa por la Universidad de Salamanca en 1992 y por la Universidad de Nancy en 2003. 
Falleció en Madrid el 2 de julio de 2015. El 18 de noviembre del mismo año, la Facultad de Filología salmantina celebró una sesión académica en su memoria, presidida por el rector.

## Investigación
Se dedicó principalmente a la lingüística histórica, comparada y estructural del griego y demás lenguas emparentadas dentro de la familia indoeuropea, a la métrica, a la dialectología griega y la micenología. En todas ellas ostenta reconocimiento internacional desde comienzo de sus estudios, cosa meritoria teniendo en cuenta el aislamiento español en los años de la guerra civil por causas políticas. Llevó a cabo una labor investigadora que lo situó en la vanguardia de la lingüística general y en la aplicada al Griego. 
Fue el primero en aplicar el método estructural a la interpretación de la métrica, de la gramática del griego clásico (en su libro sobre la expresión gramatical del tiempo y el aspecto del verbo, más tarde adaptado también a la lengua española). De la misma forma fue pionero en aplicar métodos de la fonología diacrónica a la descripción e interpretación de la historia de la lengua griega. En 1956 se publicó en Word, la revista del Círculo Lingüístico de Nueva York su estudio sobre la historia del sistema vocálico del griego. En los campos de la micenología y la lingüística comparada, Ruipérez propuso en 1952 una nueva reconstrucción de las desinencias verbales medias indoeuropeas, confirmada por el desciframiento del micénico en 1953.
Participó y organizó infinidad de congresos y coloquios tanto nacionales como internacionales especializados en sus áreas de investigación, entre los cuales se encuentra el Coloquio Internacional de Estudios Micénicos en Salamanca cuyas actas editó él mismo bajo el título Acta Mycenaea en dos volúmenes, y que aún hoy siguen siendo referencia indispensable. 

## Obras
Como helenista publicó múltiples artículos en revistas especializadas, colaboró en numerosas obras colectivas y escribió varios libros. Los temas de sus trabajos fueron principalmente la sintaxis y semántica del griego antiguo, Homero, el dialecto micénico y Salamanca, su tierra natal.
Varios libros han sido traducidos a otras lenguas, por ejemplo Los griegos micénicos, la Nueva antología de la Ilíada y la Odisea en 1999. Una selección de otras breves publicaciones anteriores a 1989 fue reunida y editada en un volumen en alemán.
Su último artículo filológico, en 2014, lo dedicó a la toponimia: «El nombre de Salamanca».

### Libros
- Estructura del sistema de aspectos y tiempos del verbo griego antiguo. Análisis funcional sincrónico, Salamanca : Colegio trilingüe de la Universidad: Consejo Superior de Investigaciones Científicas, 1954.
- Historia de Grecia, (junto con Antonio Tovar), Barcelona: Montaner y Simón, 1963.
- Antología de la Ilíada y la Odisea, (junto con otros autores), Madrid: Sociedad Española de Estudios Clásicos, 1963.
- Nueva antología de la Ilíada y la Odisea, (junto con otros autores), Madrid: Sociedad Española de Estudios Clásicos, 1965.
- Los griegos micénicos, (junto con José Luis Melena), Madrid: MELSA, DL, 1990.
- Por las riberas de Tormes: cancionero recopilado de los más ilustres poetas de todos los tiempos (junto con otros autores), Salamanca: Promodeico, 2000.
- Venturas y desventuras de un niño de la guerra, Madrid: Fundación Pastor de Estudios Clásicos, 2005.
- El mito de Edipo: lingüística, psicoanálisis y folklore, Madrid: Alianza Editorial, 2006.